# Brad Jones
Bradley (Brad) Jones (Perth, 19 maart 1982) is een voormalig Australisch doelman in het betaald voetbal. Hij speelde onder meer voor Liverpool, Feyenoord en N.E.C. Jones was van 2007 tot 2018 international voor het Australisch voetbalelftal.

## Clubvoetbal

### Middlesbrough
Jones speelde in eigen land voor Bayswater City SC in West-Australië, tot hij in 2000 werd opgenomen in de jeugdopleiding van Middlesbrough FC. Hij was op dat moment een half jaar keeper. Hij gebruikte ook nog meer zijn benen dan keepers doorgaans doen. Jones debuteerde in 2004 in het eerste elftal van Middlesbrough, in een wedstrijd in het toernooi om de FA Cup tegen Notts County FC. De club verhuurde hem vervolgens aan achtereenvolgens Shelbourne FC (2001), Stockport County FC (2002-2003), Rotherham United FC (2003), Blackpool FC (2003, 2004-2005) en Sheffield Wednesday FC (2006). Hij speelde tot 2010 voor Middlesbrough en kwam in totaal tot 74 wedstrijden voor de club.

### Liverpool
Jones verruilde Middlesbrough in augustus 2010 voor Liverpool FC, dat £2.300.000 voor hem betaalde. Voor deze club, waar hij als kind al fan van was, functioneerde hij vijf seizoenen als reservedoelman. Hij maakte op 10 april 2012 zijn debuut voor Liverpool, in een met 3-2 gewonnen duel tegen Blackburn Rovers FC. Tweede doelman Doni moest die dag na 26 minuten met rood het veld verlaten. Jones stopte de daaropvolgende penalty van de voet van Yakubu Aiyegbeni. Hij vierde dit door zijn handen in de hemel te steken, ter nagedachtenis aan zijn overleden zoon Luca. Hij speelde 27 wedstrijden voor de club en won eenmaal de EFL Cup.

### Bradford City
Nadat in 2015 zijn contract afliep, stapte Jones transfervrij over naar Bradford City AFC, de nummer zeven van de League One in het voorgaande seizoen. Eind oktober van dat jaar werd zijn contract ontbonden. Op dat moment stond Bradford laatste. Hij speelde maar drie wedstrijden voor de club.

### N.E.C.
Jones tekende in januari 2016 vervolgens bij N.E.C., waar hij een contract voor een half jaar kreeg. Dit gebeurde nadat de club het contract van doelman Benjamin Kirsten had verbroken. Doordat aanvoerder Rens van Eijden leek te vertrekken, kreeg hij tijdens zijn debuut tegen Willem II op 17 januari 2016 meteen de aanvoerdersband om zijn arm. Hij keepte alle wedstrijden na zijn komst en eindigde tiende met N.E.C. Na een halfjaar bij N.E.C. besloot hij de club transfervrij te verlaten.

### Feyenoord
Jones tekende op 8 juli 2016 een contract voor een jaar bij Feyenoord. Daar was behoefte aan een doelman nadat eerste keeper Kenneth Vermeer eerder die week zijn achillespees afscheurde. Jones functioneerde zodanig naar de tevredenheid van trainer Giovanni van Bronckhorst dat hij ook na het herstel van Vermeer het seizoen mocht afmaken als eerste doelman. Hij speelde op twee wedstrijden na alles in de Eredivisie. Op 14 mei 2017 werd Jones met Feyenoord kampioen van Nederland. In 17 van zijn 32 wedstrijden hield hij de nul. Ook in zijn tweede seizoen was hij basiskeeper en speelde hij bijna alles. Hij won op 5 augustus de Johan Cruijff Schaal van bekerwinnaar Vitesse. Op 22 april 2018 won Jones zijn derde prijs met Feyenoord, de KNVB Beker. In de finale werd AZ met 3-0 verslagen. Uiteindelijk kwam Jones in twee jaar tot 84 wedstrijden voor Feyenoord.

### Al-Nassr
In de zomer van 2018 vertrok Jones bij Feyenoord voor een avontuur bij Al-Nassr. Hij tekende hier voor twee jaar. In 2019 won hij met zijn club de Saoedische landstitel en in 2019 en 2020 de supercup. 

### Perth Glory
In augustus 2021 ging Jones naar Perth Glory waarmee hij voor het eerst in zijn loopbaan in de A-League uitkomt. Hier speelde hij slechts vijf wedstrijden. Op 24 mei 2023 kondigde Jones aan dat hij zijn keepershandschoenen aan de wilgen zou hangen.

## Clubstatistieken
| Seizoen | Club                  | Competitie           | Competitie | Competitie | Beker | Beker | Overig | Overig | Totaal | Totaal |
| Seizoen | Club                  | Competitie           | Wed.       | Dlp.       | Wed.  | Dlp.  | Wed.   | Dlp.   | Wed.   | Dlp.   |
| ------- | --------------------- | -------------------- | ---------- | ---------- | ----- | ----- | ------ | ------ | ------ | ------ |
| 2002/03 | Middlesbrough         | Premier League       | 0          | 0          | 0     | 0     | 0      | 0      | 0      | 0      |
| 2002/03 | → Stockport County    | Second Division      | 1          | 0          | 0     | 0     | 0      | 0      | 1      | 0      |
| 2003/04 | Middlesbrough         | Premier League       | 1          | 0          | 0     | 0     | 0      | 0      | 1      | 0      |
| 2003/04 | → Blackpool           | Second Division      | 5          | 0          | 0     | 0     | 0      | 0      | 5      | 0      |
| 2004/05 | Middlesbrough         | Premier League       | 5          | 0          | 0     | 0     | 0      | 0      | 5      | 0      |
| 2004/05 | → Blackpool           | League One           | 12         | 0          | 0     | 0     | 0      | 0      | 12     | 0      |
| 2005/06 | Middlesbrough         | Premier League       | 9          | 0          | 1     | 0     | 4      | 0      | 14     | 0      |
| 2006/07 | Middlesbrough         | Premier League       | 2          | 0          | 2     | 0     | 0      | 0      | 4      | 0      |
| 2006/07 | → Sheffield Wednesday | Championship         | 15         | 0          | 0     | 0     | 0      | 0      | 15     | 0      |
| 2007/08 | Middlesbrough         | Premier League       | 1          | 0          | 2     | 0     | 0      | 0      | 3      | 0      |
| 2008/09 | Middlesbrough         | Premier League       | 16         | 0          | 6     | 0     | 0      | 0      | 22     | 0      |
| 2009/10 | Middlesbrough         | Championship         | 24         | 0          | 0     | 0     | 0      | 0      | 24     | 0      |
| 2010/11 | Liverpool             | Premier League       | 0          | 0          | 1     | 0     | 1      | 0      | 2      | 0      |
| 2010/11 | → Derby County        | Championship         | 7          | 0          | 0     | 0     | 0      | 0      | 7      | 0      |
| 2011/12 | Liverpool             | Premier League       | 1          | 0          | 1     | 0     | 0      | 0      | 2      | 0      |
| 2012/13 | Liverpool             | Premier League       | 7          | 0          | 3     | 0     | 4      | 0      | 14     | 0      |
| 2013/14 | Liverpool             | Premier League       | 0          | 0          | 3     | 0     | 0      | 0      | 3      | 0      |
| 2014/15 | Liverpool             | Premier League       | 3          | 0          | 2     | 0     | 0      | 0      | 5      | 0      |
| 2015/16 | Bradford City         | League One           | 3          | 0          | 0     | 0     | 0      | 0      | 3      | 0      |
| 2015/16 | N.E.C.                | Eredivisie           | 17         | 0          | 0     | 0     | 0      | 0      | 17     | 0      |
| 2016/17 | Feyenoord             | Eredivisie           | 32         | 0          | 4     | 0     | 6      | 0      | 42     | 0      |
| 2017/18 | Feyenoord             | Eredivisie           | 31         | 0          | 5     | 0     | 6      | 0      | 42     | 0      |
| 2018/19 | Al-Nassr              | Saudi Premier League | 25         | 0          | 3     | 0     | 8      | 0      | 36     | 0      |
| 2019/20 | Al-Nassr              | Saudi Premier League | 29         | 0          | 6     | 0     | 8      | 0      | 43     | 0      |
| 2020/21 | Al-Nassr              | Saudi Premier League | 24         | 0          | 3     | 0     | 3      | 0      | 30     | 0      |
| 2021/22 | Perth Glory           | A-League             | 5          | 0          | 0     | 0     | 0      | 0      | 5      | 0      |
| 2022/23 | Perth Glory           | A-League             | 0          | 0          | 0     | 0     | 0      | 0      | 0      | 0      |
| Totaal  | Totaal                | Totaal               | 275        | 0          | 42    | 0     | 40     | 0      | 367    | 0      |

Bijgewerkt tot 24 mei 2023

## Erelijst
| Competitie                |               |               |               |               |
| Competitie                | Aantal        | Jaren         |               |               |
| Middlesbrough             | Middlesbrough | Middlesbrough | Middlesbrough | Middlesbrough |
| ------------------------- | ------------- | ------------- | ------------- | ------------- |
| Football League Cup       | 1x            | 2003/04       |               |               |
| Blackpool                 |               |               |               |               |
| Football League Trophy    | 1x            | 2003/04       |               |               |
| Liverpool                 |               |               |               |               |
| Football League Cup       | 1x            | 2011/12       |               |               |
| Feyenoord                 |               |               |               |               |
| Eredivisie                | 1x            | 2016/17       |               |               |
| KNVB beker                | 1x            | 2017/18       |               |               |
| Johan Cruijff Schaal      | 1x            | 2017          |               |               |
| Al-Nassr                  |               |               |               |               |
| Saudi Professional League | 1x            | 2018/19       |               |               |
| Saudi Super Cup           | 2x            | 2019, 2020    |               |               |

## Nationaal elftal
Nadat Jones al met een nationaal elftal deelnam aan de Olympische Zomerspelen 2004, debuteerde hij op 2 juni 2007 in het Australisch nationaal elftal. Hij verving die dag Mark Schwarzer in een oefeninterland tegen Uruguay. Hij behoorde tot de selectie van de Socceroos voor de Azië Cup 2007, het eerste Aziatische toernooi waaraan Australië deelnam na de overstap van de OFC naar de AFC in januari 2007. Hij werd in 2018 opgeroepen door trainer Bert van Marwijk voor de selectie van Australië voor het WK voetbal 2018.

## Persoonlijk
Jones' zes jaar oude zoon Luca stierf op 18 november 2011 aan de gevolgen van leukemie. De spelers van Liverpool FC droegen in een met 2-1 gewonnen wedstrijd tegen Chelsea FC uit respect zwarte rouwbanden, net als zijn oud-ploeggenoten bij Middlesbrough FC.